# SN 2008cm
SN 2008cm – supernowa typu Ia odkryta 24 maja 2008 roku w galaktyce NGC 2369. W momencie odkrycia miała maksymalną jasność 16,40m.